# 舞踏家

## 主要な舞踏家

### 日本
- アキコ・カンダ
- 芦川羊子（友惠しづねと白桃房）
- 天児牛大（山海塾）
- 浅井信好（PIERRE MIROIR）
- 有科珠々（NUBA）
- 芥正彦（ホモ・フィクタス ACT & AOI 劇団）
- 石井漠
- 石井満隆
- 伊藤キム（輝く未来）
- 伊藤ミカ （前衛舞踏）
- 今貂子（舞踏カンパニー倚羅座）
- 岩名雅紀
- 上杉満代
- 中嶋夏（英語版） (霧笛舎）
- 大野一雄
- 大野慶人
- 笠井叡 （天使館）
- 唐十郎 （状況劇場）
- 加賀谷早苗（友惠しづねと白桃房）
- 桂勘
- 金森穣（Noism）
- カルロッタ池田 （アリアドーネの会）
- 川本裕子（東雲舞踏）
- 川村浪子（歩き続ける舞踏家）
- ギリヤーク尼ヶ崎
- 小林嵯峨（NOSURI）
- 小牧正英（東京小牧バレエ団）
- 近藤良平（コンドルズ）
- 工藤丈輝（山海塾、東京戯園館）
- 五井輝 （舞人蠱房）
- 竹内実花 (偶成天)
- 竹之内淳志   (ＪＩＮＥＮ舞踏)
- 玉野黄市（英語版）
- 田仲ハル
- 田中誠司
- 田村哲郎（ダンス・ラブマシーン）
- 友惠しづね（友惠しづねと白桃房）
- 原田伸雄 (舞踏靑龍會)
- 土方巽（アスベスト館）
- 秀島実
- 平原慎太郎
- 平山素子
- 古川あんず（ダンス・ラブマシーン）
- 富野幸緒
- 堀川久子（舞塾）
- 麿赤兒（大駱駝艦）
- 三上賀代（とりふね舞踏舎）
- 向雲太郎（デュ社）
- 室伏鴻 (大駱駝艦)
- むつみねいろ
- 藤條虫丸  (天然肉体詩人)
- 本木幸治（ヴィオ・パーク劇場/本木組）
- 元藤燁子（アスベスト館）
- 森田一踏 (偶成天)
- 吉岡由美子
- ヨネヤマママコ
- リチャード・ハート（紅蓮劇場/フロリダンス）
- 和栗由紀夫(好善社)

### 海外
- シモーナ・オリンスカ（英語版）（ロシア）
- SU-EN（スザンナ・オーケルンド、スエン舞踏カンパニー）